# Cornas
Cornas é uma comuna francesa na região administrativa de Auvérnia-Ródano-Alpes, no departamento de Ardèche. Estende-se por uma área de 8,33 km². Em 2010 a comuna tinha 2 322 habitantes (densidade: 278,8 hab./km²).